# 뾰족한 헤일로 문제
뾰족한 헤일로 문제(영어: Cuspy halo problem) 혹은 핵-돌기 문제(영어: core-cusp problem)는 질량이 작은 은하에서 추론한 암흑물질 밀도 윤곽과 N체 우주론 시뮬레이션에서 예측되는 밀도 윤곽이 일치하지 않는 문제를 나타낸다. 거의 모든 시뮬레이션에서 암흑물질 헤일로는 중심 반경이 작아질수록 밀도가 가파르게 상승하는 형태의 "뾰족한" 암흑물질 분포를 가지지만, 대부분의 왜소 은하에서 관측되는 회전 곡선은 이들의 중심이 평탄한 암흑물질 밀도 윤곽의 "핵"으로 되어있다는 사실을 암시한다.
핵-돌기 문제에 대해서 가능한 해법이 몇 가지 제안된 바 있다. 여러 최신 연구에 의하면, 초신성과 활동은하핵 같은 중입자 피드백을 포함하면 은하의 중심 암흑물질 윤곽이 평탄해질 수 있다. 피드백이 유발하는 가스 분출이 시간에 따라 변화하는 중력 퍼텐셜을 생성하여 비충돌성 암흑물질 입자의 궤도에 에너지를 전달하기 때문이다. 핵-돌기 문제는 다른 연구에 의하면 차가운 암흑물질 패러다임에서 벗어남으로써 해결할 수도 있다. 따뜻한 암흑물질이나 자체적으로 상호작용하는 암흑물질을 사용한 시뮬레이션 역시 질량이 작은 은하에서 밀도 윤곽이 평탄한 암흑물질 핵을 생성할 수 있다. 계의 에너지를 최소화하는 암흑물질 분포가 평탄한 중심 밀도 윤곽을 가질 수도 있다.

## 시뮬레이션과 관측
빌럼 얀 헤이르트 더블록(네덜란드어: Willem Jan Geert de Blok)에 의하면 "차가운 암흑물질(CDM) 헤일로 중앙 돌기의 존재는 N체 우주론 시뮬레이션이 이끌어낸 가장 이르고 강력한 성과"이다. CDM 구조 생성을 다루는 수치 시뮬레이션은 천문 관측과 상충하는 구조 특성을 몇 가지 예측한다.
관측이 시뮬레이션과 일치하지 않는 부분은 은하에서 은하단을 아우른다. 람 후이(영어: Lam Hui)에 의하면 "많은 이목을 끌었던 주요한 문제는 뾰족한 헤일로 문제, 즉 차가운 암흑물질 모형이 관측에 비해 지나치게 가파른 고밀도 핵이나 내부 윤곽을 가지는 헤일로를 예측한다는 것이다."

## 가능한 해법
수치 시뮬레이션과 천문 관측이 상충하는 것은 핵/돌기 문제와 관련해서 수치적인 제약을 낳았다. 헤일로 응축에 관하여 관측이 내놓는 제약은 우주론 변수에 관한 이론적인 제한이 존재한다는 것을 의미했다. 맥고와 바커와 더블록에 의하면 헤일로 응축의 한계를 해석할 여지로는 기본적으로 세 가지가 있다.
1. 차가운 암흑물질 헤일로는 돌기형이어야 하므로 정해진 한계가 우주론 변수에 관한 새로운 제약을 제공한다.[11]
2. 예컨대 피드백이나 암흑물질의 성질에 수정이 필요한 부분 같은 무언가가 돌기를 없애기 때문에 우주론에 제약을 건다.[12]
3. 차가운 암흑물질 시뮬레이션에서 제안된 헤일로 형성 그림이 잘못되었다.

은하 헤일로에서 돌기-핵 문제를 해결하는 한 가지 접근법은 암흑물질의 성질을 수정한 모델을 고려하는 것이다. 연구자들은 따뜻한 암흑물질, 흐릿한 암흑물질, 자체 상호작용 암흑물질, 메타 차가운 암흑물질 등의 가능성을 고려하기도 하였다. 한 가지 직관적인 해결책은 계의 에너지를 최소화하는 암흑물질 분포가 평탄한 중심 밀도 윤곽을 가진다는 것이다.

## 같이 보기
- 왜소 은하 문제(영어판) (일명 "잃어버린 위성 은하 문제")
- 물리학의 미해결 문제 목록